# Екатерина Михайловна
Екатерина Михайловна (16 (28) августа 1827, Санкт-Петербург — 30 апреля (12 мая) 1894, Санкт-Петербург) — дочь великого князя Михаила Павловича и великой княгини Елены Павловны, внучка Павла I; герцогиня Мекленбург-Стрелицкая.

## Биография
Екатерина Михайловна родилась 16 (28) августа 1827 года в Санкт-Петербурге и была третьей дочерью в великокняжеской семье. Потерявшая четырёх из пяти дочерей (Елизавета скончалась в 1845, Мария — в 1846, Анна и Александра скончались в детстве), Елена Павловна сконцентрировала своё внимание на Екатерине. Она воспитывала дочь в строгом духе и сама руководила её образованием, лично подбирала преподавателей, которые должны обучать великую княжну иностранным языкам, пению и рисованию. Получила чисто немецкое образование и  очень плохо говорила по-русски.
В 1849 году неожиданно скончался её отец, Михаил Павлович, а через год Екатерина стала невестой герцога Георга-Августа Эрнеста Мекленбург-Стрелицкого (1824—1876) — кузена императрицы Александры Фёдоровны.
Бракосочетание состоялось 4 (16) февраля 1851 года в Санкт-Петербурге. В качестве герцогини Мекленбургской Екатерина Михайловна была освобождена от русского подданства. Молодые поселились в Михайловском дворце вместе с великой княгиней Еленой Павловной. К большому огорчению герцогини, отношения между матерью и мужем не сложились, однако, это не помешало её счастью. Своего мужа она любила глубоко и беззаветно.

## Дети
Екатерина Михайловна родила пятерых детей, двое из которых умерли в младенчестве:
- Николай-Георг (1854).
- Елена Георгиевна (Елена-Мария Александра Елизавета Августа Екатерина) (1857—1936) — супруга принца Альберта Саксен-Альтенбургского (1843—1902).
- Георгий Георгиевич (Георг-Александр Михаил Фридрих Вильгельм Карл) (1859—1909), генерал-майор (1902).
- Мария-Фредерика (1861).
- Михаил Георгиевич (Карл-Михаил Вильгельм Август Александр) (1863—1934), генерал-лейтенант (1908), генерал-адъютант (1915).

Дети унаследовали Михайловский дворец (в 1895 году продан в казну), Ораниенбаум и Каменный остров.

## Благотворительная деятельность
Екатерина Михайловна продолжила благотворительное дело своей матери Елены Павловны и состояла покровительницей нескольких учреждений. Открыла в Ораниенбауме, где часто проводила летнее время, приют для больных детей, которых привозили из петербургских больниц.
Под её покровительство перешли медицинские учреждения, основанные её матерью и составлявшие Ведомство великой княгини Елены Павловны. С 1873 года была главной попечительницей Елизаветинской клинической больницы для детей. При содействии Екатерины Михайловны завершилось строительство задуманного Еленой Павловной Еленинского клинического института. Заботой герцогини пользовались Мариинский институт и Повивальный институт (ныне Институт акушерства и гинекологии), Училище святой Елены, Крестовоздвиженская община сестёр милосердия, Максимилиановская лечебница для приходящих, детский приют на Аптекарском острове, дома призрения в Петербурге и Ораниенбауме (Свято-Троицкая богадельня, дом призрения бедных и др.).
В 1881 году Екатериной Михайловной в Михайловском дворце была открыта бесплатная столовая для бедных, выдающая ежедневно по 300 обедов.
Содействовала женскому образованию в России, являясь попечительницей разных учебных заведений. Благотворительная деятельность Екатерины Михайловны не ограничивалась Петербургом: она покровительствовала Ташкентскому училищу для девочек, Рижскому дамскому благотворительному обществу, Екатерининскому женскому институту, Новгородскому отделению Российского общества Красного Креста.

## Последние годы и смерть
В петербургском обществе Екатерина Михайловна занимала заметное положение, имела свой двор. В свете обычно появлялась в старомодном платье со множеством кружев. По смерти матери, в 1873 году унаследовала Михайловский дворец, построенный в 1822 году специально для её отца.
В июне 1876 года овдовела (муж скончался в возрасте 50-и лет). Ей выпали испытания, связанные с проблемами детей, самой большой из которых оказалась женитьба старшего сына Георга, который увлёкся фрейлиной Натальей Фёдоровной Вонлярлярской. Внучке императора с консервативными взглядами трудно было представить, что место её невестки займёт девушка не королевских кровей, но вынуждена была дать согласие на брак.
После перенесённой в июле 1893 года инфлюэнции, получила осложнение на сердце. При повторившемся в начале апреля 1894 года заражении инфлюэнцией, скончалась 30 апреля (12 мая) 1894 года в 23 часа 45 минут «после продолжительной и тяжёлой болезни». Заупокойная лития была совершена утром 4 (16) мая 1894 года в Михайловском дворце, после чего погребальная процессия с участием Александра III и других членов Императорского Дома прошла до Петропавловского собора, в котором было совершено погребение. Заупокойную литургию и отпевание возглавлял митрополит Санкт-Петербургский Палладий.
Согласно завещанию, принадлежавшие ей Михайловский дворец, а также Каменноостровский и Ораниенбаумский переходили в собственность младшего сына Михаила и дочери Елены. Георг, нарушивший правила семьи, получал их лишь в пожизненное пользование без права передачи детям от морганатического брака. Однако Екатерина Михайловна сделала приписку к своему завещанию:
Признаю Божие благословение за мою невестку Наталью… Благодарю её за нежную любовь к сыну моему герцогу Георгу. Да дарует им Господь счастье и благополучие.

По словам А. А. Половцова, великая княгиня Екатерина Михайловна «была вполне добрая и честная женщина, но к сожалению узость её взглядов, приёмов в ведении дел и отношения с людьми привели её деятельность к ничтожным результатам. В ней чувствовалось постоянное желание сделать что-то достойное её блестящей по уму и возвышенности стремлений матери, великой княгини Елены Павловны, и это желание как будто её постоянно угнетало, заставляло искать деятельности выходящей из обыденного круга повседневной жизни, а между тем на такой подъём духа, на такой нравственный подвиг у неё сил не хватало и в конце концов деятельность её приводила к самым небольшим результатам. Выдвигались люди посредственные, отдалялись люди талантливые, происходили столкновения принципов и самолюбий, одним словом царила какая-то атмосфера неудачи и неудовольствия вокруг благих дел великой княгини. Продолжительное влияние на княгиню её мужа не могло в этом отношении иметь положительного воздействия. 
Он был человек весьма неглупый, но озабоченный исключительно достижением личного самолюбия и по возможности личного обогащения. До конца дней своих он оставался равнодушен к своему новому отечеству и не интересовался деятельностью жены своей. После его смерти она вероятно почувствовала свободу и хотела направить свою деятельность на пользу обществу, но, увы одного доброго сердца было недостаточно для успеха. Успех этот не дался княгине, но она оставила за собой память доброго, честного, чистого существа».

## Шеф полков
- Серпуховский уланский полк (21 декабря 1846 — 31 декабря 1851) — с 1846 года Уланский Ея Императорского Высочества Великой княжны Екатерины Михайловны полк; с 1851 года Уланский Ея Императорского Высочества Великой Княгини Екатерины Михайловны полк; расформирован 31 декабря 1851 года.
- Елисаветградский уланский полк (31 декабря 1851 — 3 июля 1856) — с 1851 года Уланский Ея Императорского Высочества Великой Княгини Екатерины Михайловны полк; расформирован 3 июля 1856 года.
- Рижский драгунский полк (3 июля 1856 — 5 мая 1894) — с 1856 года Драгунский Ея Императорского Высочества Великой Княгини Екатерины Михайловны полк; с 1857 года Рижский драгунский Ея Императорского Высочества Великой Княгини Екатерины Михайловны полк; с 1864 года 11-й драгунский Рижский Ея Императорского Высочества Великой Княгини Екатерины Михайловны полк; с 1882 года 31-й драгунский Рижский Ея Императорского Высочества Великой Княгини Екатерины Михайловны полк.

## Память
В честь Екатерины Михайловны в 1840 году названа Екатерининская улица в Павловске.